# Leszek Żądło (psychotronik)
Leszek Żądło (ur. 4 marca 1954, zm. 13 kwietnia 2021) – polski psychotronik, autor poradników rozwoju duchowego oraz książek z dziedziny psychotroniki, Huny, ezoteryki. Pracował również jako radiesteta i jasnowidz. Twórca kontrowersyjnej metody rozwoju duchowego zwanej regresingiem – niehipnotycznej metody regresji.